# Juan Manuel Bernal
Juan Manuel Bernal Chávez (Ciudad de México; 22 de diciembre de 1967) es un actor mexicano.

## Biografía
Estudió primero la carrera de contaduría en el Instituto Politécnico Nacional, pero la abandonó al descubrir su verdadera pasión: la actuación. Estudió esta carrera en la UNAM.
Debutó como actor de televisión en 1994 en la telenovela de Carla Estrada Más allá del puente. Colaboró con la productora en varias más de sus telenovelas, como Lazos de amor, Alondra y Te sigo amando. También intervino en películas de destacados directores, como en Hasta morir de Fernando Sariñana y El callejón de los milagros de Jorge Fons.
En 1997 realizó su última telenovela en Televisa, Desencuentro producida por Ernesto Alonso. Al año siguiente ingresó a TV Azteca y actuó en la telenovela Tentaciones. Continuó participando en producciones de la empresa como Romántica obsesión, El candidato, La calle de las novias y Amores, querer con alevosía entre otras. Continuó desarrollando una impecable carrera en cine, en películas como Cilantro y perejil (por la que fue nominado al Ariel a Mejor actor de cuadro), La habitación azul, Sin ton ni Sonia y Cansada de besar sapos. Así mismo participó en la producción norteamericana Blueberry. También ha intervenido en series como Mujer, casos de la vida real y Capadocia. En teatro ha participado en obras como La flor amenazada en 1997, por la que recibió el Premio a Revelación Masculina en Teatro; y Pop Corn en 1999, con esta obra volvió a ser galardonado, esta vez como Mejor Actor de Comedia en Teatro.
En 2011 volvió a las telenovelas con un papel antagónico en la telenovela Bajo el alma.

## Filmografía

### Películas
- Confesiones (2023) .... Vengador
- Sonora (2019) .... Sánchez
- Si yo fuera tú (2018) .... Antonio
- Los Boxtrolls (2014) .... Archibaldo Hurtado / Madame Frou Frou (voz)
- Obediencia perfecta (2014) .... Padre Ángel de la Cruz
- Cuatro lunas (2013) .... Héctor
- Más allá del muro (2011)
- Asalto al cine (2011) .... Gerente
- Tlatelolco, verano del 68 (2013)
- Chicogrande (2010) .... Médico gringo
- High School Musical: El desafío (2008) .... Padre de Cristóbal
- Vacaciones navideñas (2007)
- Gente bien... atascada (2007)
- Cansada de besar sapos (2006) .... Roberto
- Chicken Little (2005) .... Runt el Benjamón (voz)
- Motel (2004) .... Alejandro Mora
- Medalla al empeño (2004) .... Empleado
- Blueberry (2004) .... Jeremy
- Sin ton ni Sonia (2003) .... Orlando
- El espejo (2003) .... Fabián
- La habitación azul (2002) .... Antonio
- Demasiado amor (2002) .... Golpeador
- Sin dejar huella (2000) .... El Primo
- No existen diferencias (1999) .... Tomás
- Cilantro y perejil (1998) .... Jorge
- Alta tensión (1997)
- Una para llevar (1997) .... Pickpocket
- El futuro es ahora (1997)
- En cualquier parte del mundo (1995)
- El callejón de los milagros (1995) .... Chava
- El plato fuerte (1995)
- Hasta morir (1994) .... El Boy

### Telenovelas
- Así en el barrio como en el cielo (2015) .... Jesús López López, el Gallo[3]
- Vivir a destiempo (2013) .... Patricio Delgado
- Amor cautivo (2012) .... Nicolás Santa Cruz
- A corazón abierto (2011) .... Santiago Sánchez
- Bajo el alma (2011) .... Armando Bravo
- Secretos del alma (2008-2009) .... Carlos Lascuráin
- La heredera (2004-2005) .... Dionisio Xavier Sergio Torres
- Mirada de mujer, el regreso (2003) .... Mauro
- Amores, querer con alevosía (2001) .... Mario Rodríguez
- La calle de las novias (2000) .... Román Mendoza
- El candidato (1999-2000) .... Jerónimo Manrique
- Romántica obsesión (1999) .... Alejandro Villalba
- Tentaciones (1998) .... Diego Segovia Villegas
- Desencuentro (1997) .... Sergio Estévez
- Te sigo amando (1996-1997) .... Alberto Torres-Quintero
- Lazos de amor (1995) .... Gerardo Sandoval
- Alondra (1995) .... Rigoberto Escobar
- Más allá del puente (1994) .... Chinino

### Series de TV
- La cabeza de Joaquín Murrieta (2023) ... Joaquín Murrieta[4]
- Señorita 89 (2022-2024)[5] ...
- Monarca (2019) ... Joaquín Carranza
- Sitiados: México (2019)
- Su nombre era Dolores, la Jenn que yo conocí (2017)
- Phineas y Ferb (2009) .... Bobbi Fabuloso
- Capadocia (2008) .... Federico Márquez
- Noche eterna (2008) .... Ariel
- Cambio de vida (2008) (episodio "Siempre amigos")
- Mujer, casos de la vida real (1996-1997)

## Teatro
- Antes te gustaba la lluvia (2014)
- Rock n' Roll (2011)
- El teniente o lo que el gato se llevó (2004)
- Pop Corn (1999)
- La flor amenazada (1997)

## Reconocimientos

### Premios Ariel
| Año  | Categoría             | Película            | Resultado |
| ---- | --------------------- | ------------------- | --------- |
| 1997 | Mejor Actor de cuadro | Cilantro y perejil  | Nominado  |
| 2015 | Mejor actor           | Obediencia perfecta | Ganador   |

### Premios TVyNovelas
| Año  | Categoría                  | Telenovela     | Resultado |
| ---- | -------------------------- | -------------- | --------- |
| 1998 | Mejor actor de reparto     | Te sigo amando | Nominado  |
| 1996 | Mejor revelación masculina | Lazos de amor  | Nominado  |